# Small Hythe
Pour les articles homonymes, voir Hythe.
Small Hythe est un hameau situé à 5 miles au sud de Tenterden sur la B2082 dans le Kent, en Angleterre.

## Origine du nom
Smallhythe est dérivé de l'anglo-saxon Smael Hythe dans le sens « le petit village sur la rive ».

## Histoire
Small Hythe était dans la cité médiévale hundred de Tenterden, Ce qui ne semble pas avoir existé à l'époque de la Domesday Book. Il est d'abord mentionné aux environs de 1300 et a reçu une Charte en 1449 de Henri VI. Le hameau était autrefois un port florissant et un centre de construction navale, du XIVe au milieu du XVIe siècles, il se tenait sur une branche de l'estuaire de Rother, avant l'ensablement et l'assèchement des marais de Romney.
En 1514, il y eut un incendie dévastateur qui détruisit une grande partie de Smallhythe, les quais et entrepôts ont été aussi détruits dans l'incendie et n'ont jamais été reconstruits. Le village a été reconstruit avec l'un des rares bâtiments qui a survécu à l'incendie, le Smallhythe Place. L'église de St Mildred a été construite en 1516, juste après l'incendie. La Rivière Rother a été ensablée au début du XVIIe siècle.
En 1899, Dame Ellen Terry, la célèbre actrice, a acheté Smallhythe Place, qu'elle occupa jusqu'à sa mort en 1929. Le bâtiment a été donné à la National Trust en 1939 par la fille de Dame Ellen. Maintenant il abrite le Musée d'Ellen Terry, avec une multitude d'articles intéressants, sa collection de souvenirs de théâtre et un petit théâtre.

## Vie du hameau
Il n'y a pas de services à Smallhythe, il faut se rendre à Tenterden pour le shopping et manger. Les trains circulent plus proche d'Appledore, et sont sur la ligne Hastings à Ashford.

## Résidents notables
- L'actrice Ellen Terry a vécu à Smallhythe Place entre 1899 et sa mort en 1928. Il est maintenant géré par le National Trust.